# Eurhinocricus sabulosus
Eurhinocricus sabulosus är en mångfotingart som först beskrevs av Pocock 1894.  Eurhinocricus sabulosus ingår i släktet Eurhinocricus och familjen Rhinocricidae. Inga underarter finns listade i Catalogue of Life.